# 烏龍大反擊
《烏龍大反擊》（英語：Max Keeble's Big Move）是一部2001年上映的美國喜劇電影，由蒂姆·希爾導演，大衛·Ｌ·華茲、詹姆斯·格里爾、喬納森·伯恩斯坦以及馬克·布萊克威爾編劇，並由艾力克斯·迪·林茲主演。此部電影由華特迪士尼影業發行，在北美於2001年10月5日上映。

## 劇情
麥克斯·基伯（艾力克斯·迪·林茲飾演），一名剛剛上初中的男生，有一分送報紙的工作，在送報時喜歡上了一名訂報者的女兒，潔娜（布魯克·安妮·史密斯　飾演）。他還有兩個要好的朋友，羅布和梅根（喬希·佩克　和　齊娜·格雷　飾演），以及兩個死對頭特洛伊·麥克金蒂和多布斯（諾爾·費雪　和　奧蘭多·布朗　飾演），其常被麥克金蒂欺辱以及被多布斯勒索錢財。麥克斯的宿敵還有腐敗的中學校長艾略特·Ｔ·金德雷克（拉里·米勒　飾演）和邪惡的冰淇淋小販（傑米·甘迺迪　飾演）。
開學第一天，麥克斯發現學校附近的動物救助站要關閉了，並在當天得知他們全家要隨父親唐納德·基伯（羅伯特·凱瑞迪那　飾演），因其工作緣故，於星期五搬遷到芝加哥。他起初十分沮喪，但後來他借機制訂了向所有宿敵復仇的計畫。麥克斯認為既然他要搬家，那麼他們沒有機會能夠報復他，並與羅布和梅根一同施行了復仇計畫。他們用特洛伊·麥克金蒂從小害怕兒童電視角色恐嚇特洛伊；靠偷取邪惡的冰淇淋小販的冰櫃導管和多布斯的手持電腦，誘導兩個人相互開戰。他們還通過用動物費洛蒙對校長的口氣清新劑動手腳，煽動學校餐廳的食物大戰，破壞了金德雷克校長接升遷替飛毛腿（克里夫頓·戴維斯　飾演）的職位的機會。並且破壞了校長在電視廣播時使用的背板，嘲笑校長在廣播時實際上穿著的是塊皮帶。
在完成一系列的任務之後，麥克斯因接受潔娜的邀請參加了奶昔派對而爽了參加羅布和梅根為他舉行的歡送派對的約定，導致與好友的關係出現僵局。而麥克斯的父親因聽取了麥克斯之前的建議，在當天又宣布他辭掉了工作並且打算開始自己的事業。這也就意味著麥克斯最終不會搬家。第二天，麥克斯發現他的好友羅布和梅根因之前的任務被特洛伊·麥克金蒂和多布斯盯上了，同時全校學生都將面臨校長的處罰。最後，麥克斯決定挺身而出，解救了羅布和梅根以及全校學生，並且最終打敗了特洛伊·麥克金蒂和多布斯將他們扔進了垃圾箱，同時阻止了校長金德雷克破壞動物救助站的行為，以及使其因私攬學校預算而被開除。影片最後，麥克斯在社區繼續騎車送報紙並且被邪惡的冰淇淋小販追逐。

## 演員表
- 艾力克斯·迪·林茲　飾演　麥克斯·基伯
- 喬希·佩克 飾演 羅布
- 齊娜·格雷 飾演 梅根
- 拉里·米勒 飾演 艾略特·Ｔ·金德雷克校長
- 傑米·甘迺迪 飾演 邪惡冰淇淋小販
- 諾爾·費雪 飾演 特洛伊·麥克金蒂
- 奧蘭多·布朗 飾演 多布斯
- 羅伯特·凱瑞迪那 飾演 唐納德·基伯
- 諾拉·鄧恩 飾演 麗莉·基伯
- 布魯克·安妮·史密斯 飾演 潔娜
- 賈斯汀·貝菲爾德 飾演 八卦記者
- 托尼·霍克 飾演 自己(客串)
- 羅密歐·米勒 飾演 自己(客串)
- Marcus Hopson 飾演 披薩店男 (客串)
- 克里夫頓·戴維斯　飾演 飛毛腿，局長伯比·內布沃斯
- 艾咪·希爾 飾演 費麗絲·仰光
- 琥珀·瓦萊塔 飾演 丁曼夫人
- 丹尼斯·哈斯金斯 飾演 柯爾先生
- 切莉·萊特 飾演 史黛爾斯夫人 (班主任)

## 評價
《烏龍大反擊》獲得了慘澹的票房。爛番茄對其的評分只有26%的差評。人們普遍認為該片對兒童來說十分有趣，但對於成人則顯得乏味和老套。